# Behind the Badge – Mord im Kleinstadtidyll
Behind the Badge – Mord im Kleinstadtidyll ist ein US-amerikanischer Thriller von Robby Henson aus dem Jahr 2002. Der Film lief unter dem Titel Die Tote im Sumpf im deutschen Fernsehen.

## Handlung
In der Kleinstadt LeSalle in Louisiana nahe New Orleans wird die Leiche einer Transgeschlechtlichen gefunden. Der lokale Sheriff Darl Hardwick untersucht den Fall. Da die ortsansässigen Politik- und Wirtschaftsgrößen den Bau eines Casinos in LeSalle anstreben und auch Neuwahlen – u. a. des Sheriffamts – anstehen, wird ihm vom Richter nahegelegt, den so genannten „Zwittermord“ aus der Presse herauszuhalten. Scarlett, die Witwe der Ermordeten, will erfahren, was passiert ist, und beginnt auf eigene Faust Nachforschungen zu betreiben.
Hardwick entwickelt ein starkes persönliches Interesse an der hübschen Scarlett. Bestärkt durch den immer stärker werdenden Druck auf ihn, den Fall auf sich ruhen zu lassen, der ihn sogar seinen Posten kostet, erkennt er, dass hinter dem Mord mehr stecken könnte, als auf den ersten Blick zu sehen ist (sogar der Gouverneur von Louisiana wird ins Spiel gebracht). Er beginnt selbst Ermittlungen anzustellen, um den Mord aufzuklären. Am Ende des Films klärt er schließlich den Fall mit Hilfe von Scarlett auf. Ein debiler Tankstellenpächter wird als Mörder überführt.

## Kritiken
- Das Lexikon des internationalen Films bewertete den Thriller als „durchaus interessant“. Die „lausigen Dialoge“ und die „schlechten Darsteller“ seien problematisch.[2]
- Christopher Null auf filmcritic.com: Den Film könne man kaum mehr als eine halbe Stunde aushalten. Das Drehbuch sei lächerlich, die Dialoge seien schlecht, die Darstellungen seien noch schlimmer.[3]

- Cinema schrieb, der Krimi schildere das Provinzmilieu der Südstaaten entspannt wie sarkastisch. Das Fazit lautet: „Kleiner Krimi mit großem Thornton“.[4]

- Prisma urteilt: „Billy Bob Thornton und Patricia Arquette überzeugen in den Hauptrollen dieses atmosphärisch dicht inszenierten TV-Kriminalthrillers.“[5]

## Auszeichnungen
Der Thriller wurde 2003 für den GLAAD Media Award nominiert.